# Ampullen van Lorenzini

Ampullen van Lorenzini van de haai

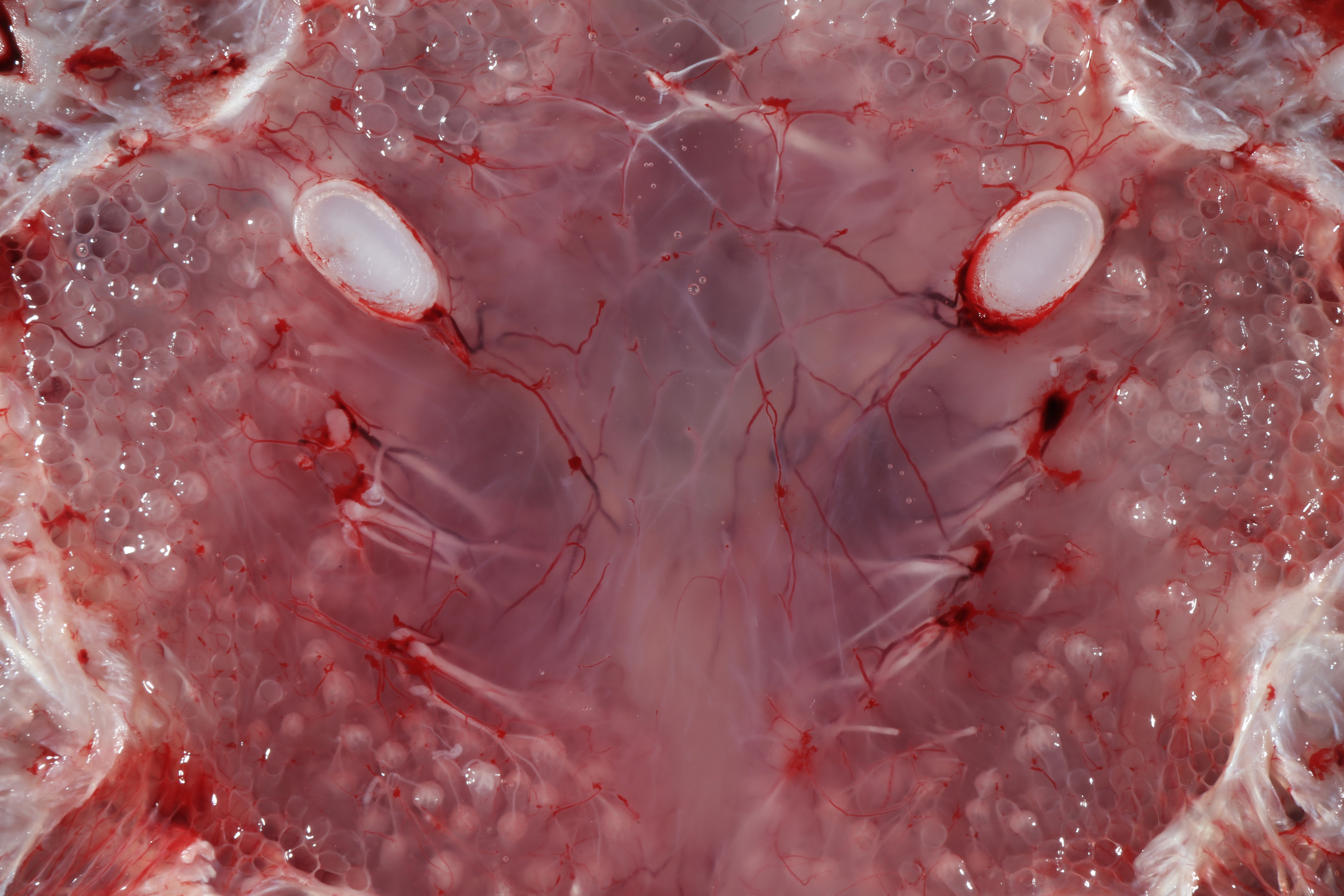
Ampullen van Lorenzini met zenuwen

De ampullen van Lorenzini zijn elektroreceptoren in de huid van haaien en roggen waarmee elektrische velden maar ook temperatuurgradiënten opgemerkt kunnen worden. Zij zijn in 1678 ontdekt door Stefano Lorenzini.

## Algemeen
Haaien zijn mogelijk gevoeliger dan welk dier ook in het opsporen van elektrische velden, zelfs met een lage waarde van 5nV/cm. Deze velden kunnen worden geproduceerd door actieve organismen zoals een spiercontractie van een prooidier. Maar ook passieve objecten zoals vissen die onder het zand liggen, kunnen worden opgespoord omdat zij een dipool (verschil in gelijkspanning) produceren. Ook kunnen haaien en roggen profiteren van grotere magnetische velden, geproduceerd door oceaanstromen en het aardmagnetisme  bij de ruimtelijke oriëntatie.

## Anatomie
De ampullen vormen een netwerk van kanalen die met een geleiachtige stof zijn gevuld. Elke ampul bestaat daarbij uit een met gelei gevulde kanaalopening die begint in een porie van de huid, en eindigt in zakvormige clusters van elektrische receptorcellen. De receptoren voeren na prikkeling impulsen via de achtste hersenzenuw naar de hersenen. De poriën in de huid zijn zichtbaar als kleine zwarte vlekjes. De clusters zijn verbonden met ampullen in verschillende delen van de huid, die min of meer symmetrisch over rechter- en linkerdelen van de snuit zijn verdeeld. Haaien en roggen kunnen hiermee ook onzichtbare (bijvoorbeeld gecamoufleerde of in zand begraven) prooien opsporen.

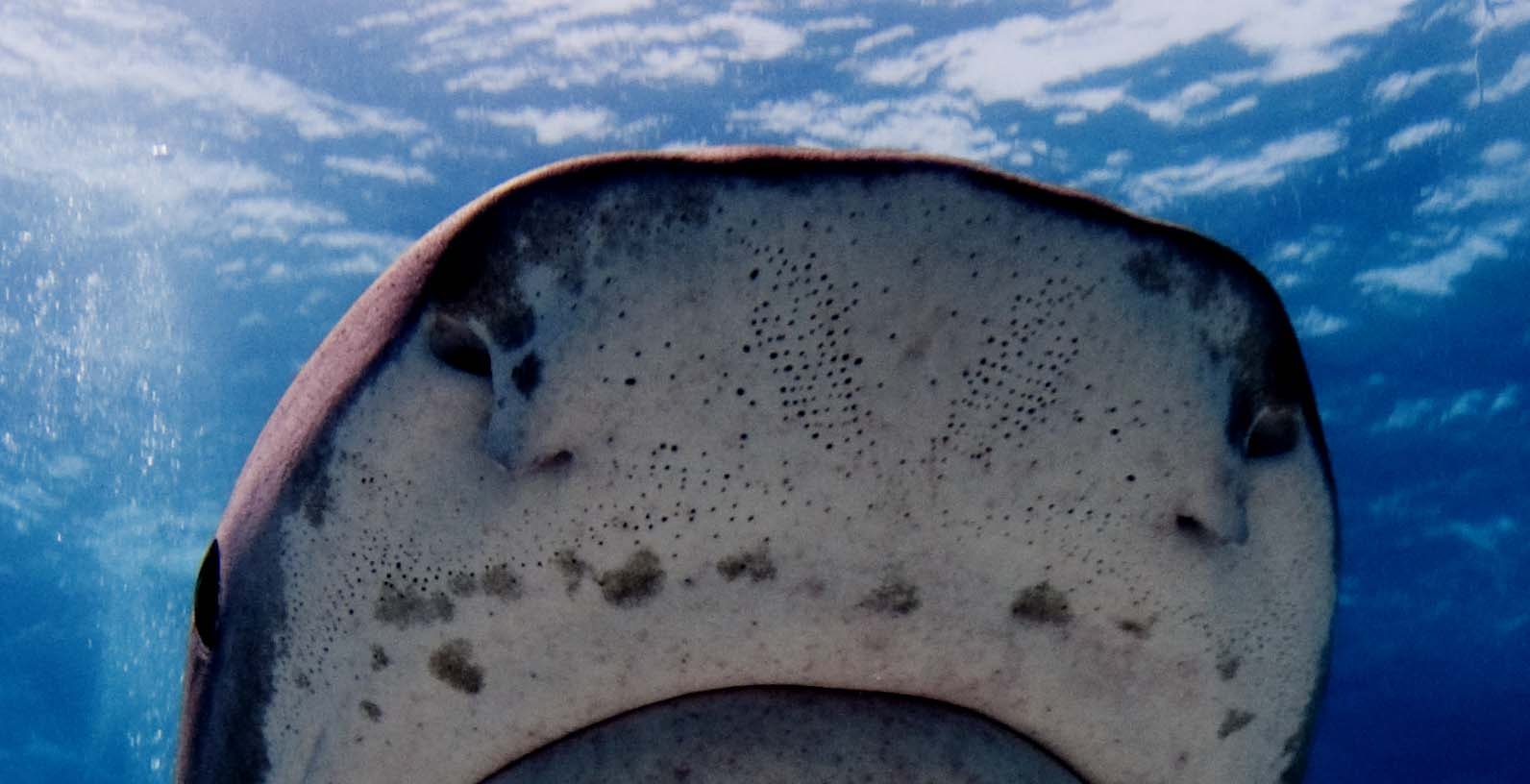
Poriën met ampullen van Lorenzini in snuit van tijgerhaai